# فرناندو كورينغو ميراندا
فرناندو كورينغو ميراندا (بالإسبانية: Fernando Cornejo Miranda)‏ هو لاعب كرة قدم تشيلي، ولد في 26 ديسمبر 1995 في رانكاغوا في تشيلي. لعب مع نادي كوبريلوا.

## وصلات خارجية
- فرناندو كورينغو ميراندا على موقع قاعدة بيانات كرة القدم.إي يو (الإنجليزية)
- فرناندو كورينغو ميراندا على موقع Soccerway.com (الإنجليزية)
- فرناندو كورينغو ميراندا على موقع AS.com (الإسبانية)